# Christian Bermúdez
Christian de Jesús „Hobbit” Bermúdez Gutiérrez (ur. 26 kwietnia 1987 w Nezahualcóyotl) – meksykański piłkarz występujący na pozycji skrzydłowego, reprezentant Meksyku, od 2021 roku zawodnik Atlante.

## Kariera klubowa
Bermúdez jest wychowankiem tamtejszego pierwszoligowego zespołu Atlante FC. Z racji niskiego wzrostu ma pseudonim "Hobbit". Do pierwszej drużyny trafił wiosną 2006. Wtedy to, 19 sierpnia 2006, zadebiutował w meksykańskiej Primera División w wygranym 1:0 spotkaniu z San Luis. Rozegrał wówczas na placu gry pół godziny, zmieniając w 46. minucie Jesúsa Olalde. Pierwszego gola w ligowej karierze zanotował 3 marca 2007 w 6. minucie wygranego 3:0 pojedynku z Necaxą.
Wiosną 2012 został zakupiony przez stołeczny Club América za sumę trzech milionów euro.
| Sezon     | Klub         | Kraj   | Rozgrywki        | Mecze | Bramki |
| --------- | ------------ | ------ | ---------------- | ----- | ------ |
| 2006/2007 | Atlante FC   | Meksyk | Primera División | 23    | 2      |
| 2007/2008 | Atlante FC   | Meksyk | Primera División | 38    | 2      |
| 2008/2009 | Atlante FC   | Meksyk | Primera División | 34    | 6      |
| 2009/2010 | Atlante FC   | Meksyk | Primera División | 33    | 5      |
| 2010/2011 | Atlante FC   | Meksyk | Primera División | 34    | 10     |
| 2011/2012 | Atlante FC   | Meksyk | Primera División | 17    | 4      |
| 2011/2012 | Club América | Meksyk | Primera División | 18    | 4      |
| 2012/2013 | Club América | Meksyk | Primera División | 29    | 2      |
| 2013/2014 | Club América | Meksyk | Primera División |       |        |

## Kariera reprezentacyjna
Bermúdez w reprezentacji Meksyku zadebiutował 17 kwietnia 2008 w towarzyskim spotkaniu z Chinami. Wówczas w 65 minucie zmienił Zinhę. W 2011 roku został powołany przez selekcjonera José Manuela de la Torre na Złoty Puchar CONCACAF. Na turnieju jednak nie wystąpił, gdyż kontrola dopingowa dała pozytywny wynik.